# Grundschule Hoheluft
Die Grundschule Hoheluft ist eine 1974 gegründete staatliche Grundschule im Hamburger Stadtteil Hoheluft-West. Seit dem Schuljahr 2011/2012 ist die Grundschule eine gebundene Ganztagsschule.

## Geschichte

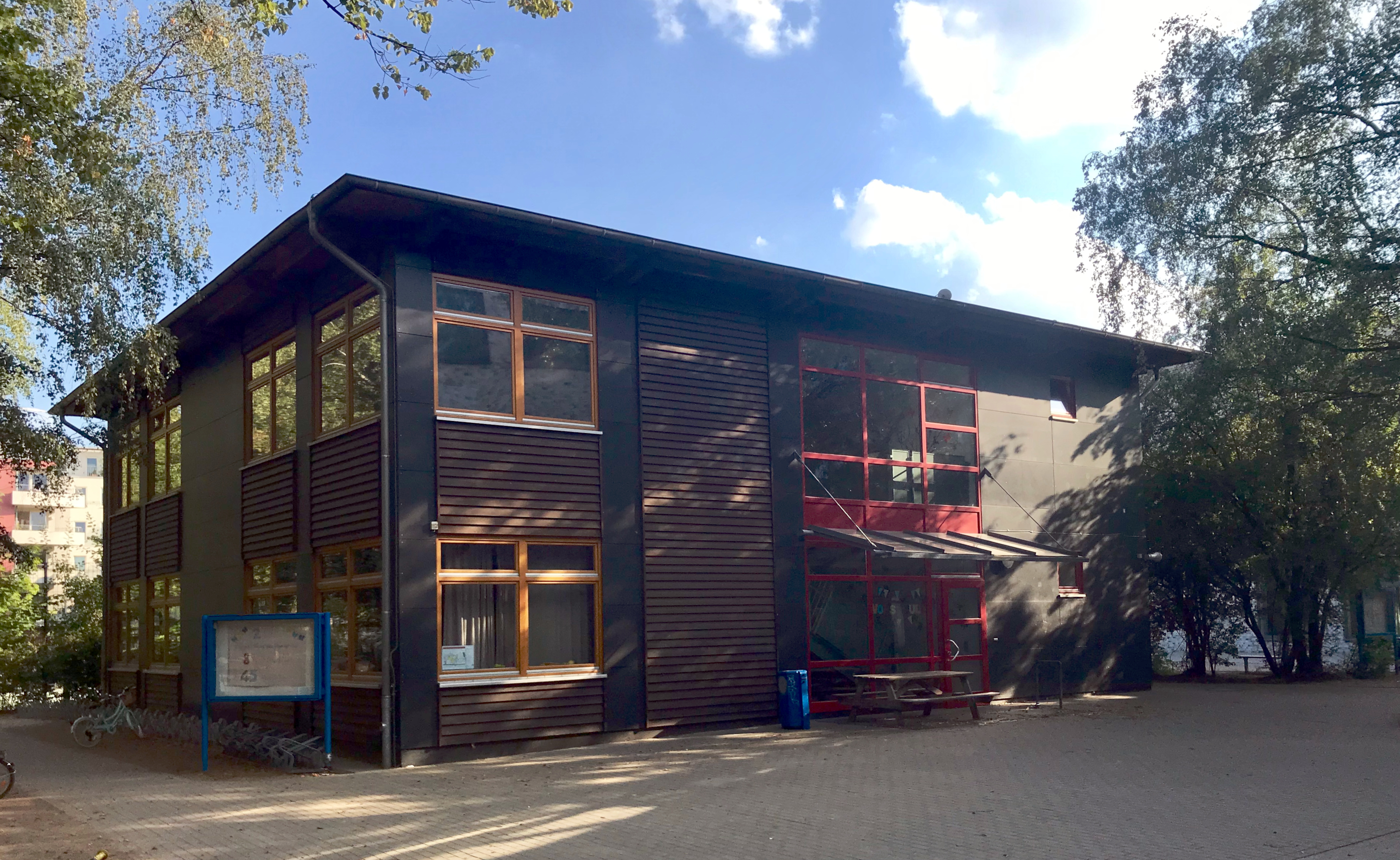
Pavillon 2

1892 wurde auf dem Gelände der heutigen Grundschule eine Doppelvolksschule errichtet, die Volksschule Wrangelstraße. 1943 wurde dieses Schulhaus beim schweren Luftangriff auf Hamburg zerstört und nicht wiederaufgebaut.
Die Schule Wrangelstraße in der Wrangelstraße 80 wurde 1974 neugegründet. Der Entwurf für den Neubau der Schule stammte von 1972, Baubeginn war 1973 und 1974 fand die Einweihung statt.  Der Bau wurde von der Neue Heimat Norddeutscher Städtebau GmbH verantwortet, entsprechend kam der bei den Neue-Heimat-Schulen in Hamburg eingesetzte Serienbautyp „Wabe“ zum Einsatz. Die anderen beiden Schulen, die 1972–74 mit diesem Bauherren und in dieser Bauform errichtet wurden, befanden sich am Nydamer Weg (Rahlstedt) und am Brehmweg (Stellingen), letztere ebenfalls abgerissen. Trotz der Serienbauweise handelt es sich nicht um Montagebautypen, die sechseckigen Baukörper wurden konventionell in Mauerwerk errichtet und außen mit Eternitplatten verkleidet.
Organisatorisch wurde die Schule später mit der Schule Christian-Förster-Straße zusammengelegt, und an zwei Standorten betrieben. 2005 wurde die Grundschule Christian-Förster-Straße / Wrangelstraße in Grundschule Hoheluft umbenannt. Die Zweigstelle an der Christian-Förster-Straße wurde ab 2012 zugunsten des aufwachsenden Gymnasiums Hoheluft aufgegeben, so dass die Grundschule Hoheluft nur noch den Standort Wrangelstraße hat.
Die Serienbauten vom Typ „Wabe“ wurden 2013–2017 abgerissen und in zwei Bauabschnitten durch einen größeren Neubau ersetzt, der einen dreizügigen Schulbetrieb erlaubt. Der dreigeschossige Neubau hat im Grundriss die Form eines “Z”, eine Wand schließt direkt an die Brandwand des Wohngebäudes Wrangelstraße 88–90 an. Die Vorhangfassade der beiden Obergeschosse ist mit hellem Ziegel gestaltet, im Erdgeschoss werden Mensa und andere Gemeinschaftsräume durch eine verglaste Pfosten-Riegel-Fassade nach außen geöffnet. Im ersten Bauabschnitt wurden bei Kosten von 4,6 Millionen Euro eine Nutzfläche von 1.300 m² errichtet.
Der „Pavillon 2“ war das einzige Bestandsgebäude, das während des Neubaus 2013/17 nicht abgerissen wurde. Die durch den Neubau erreichte Dreizügigkeit entspricht dem „Schulentwicklungplan 2019“ der Schulbehörde, so dass bis 2030 keine weiteren Baumaßnahmen geplant sind.

## Schulisches Profil

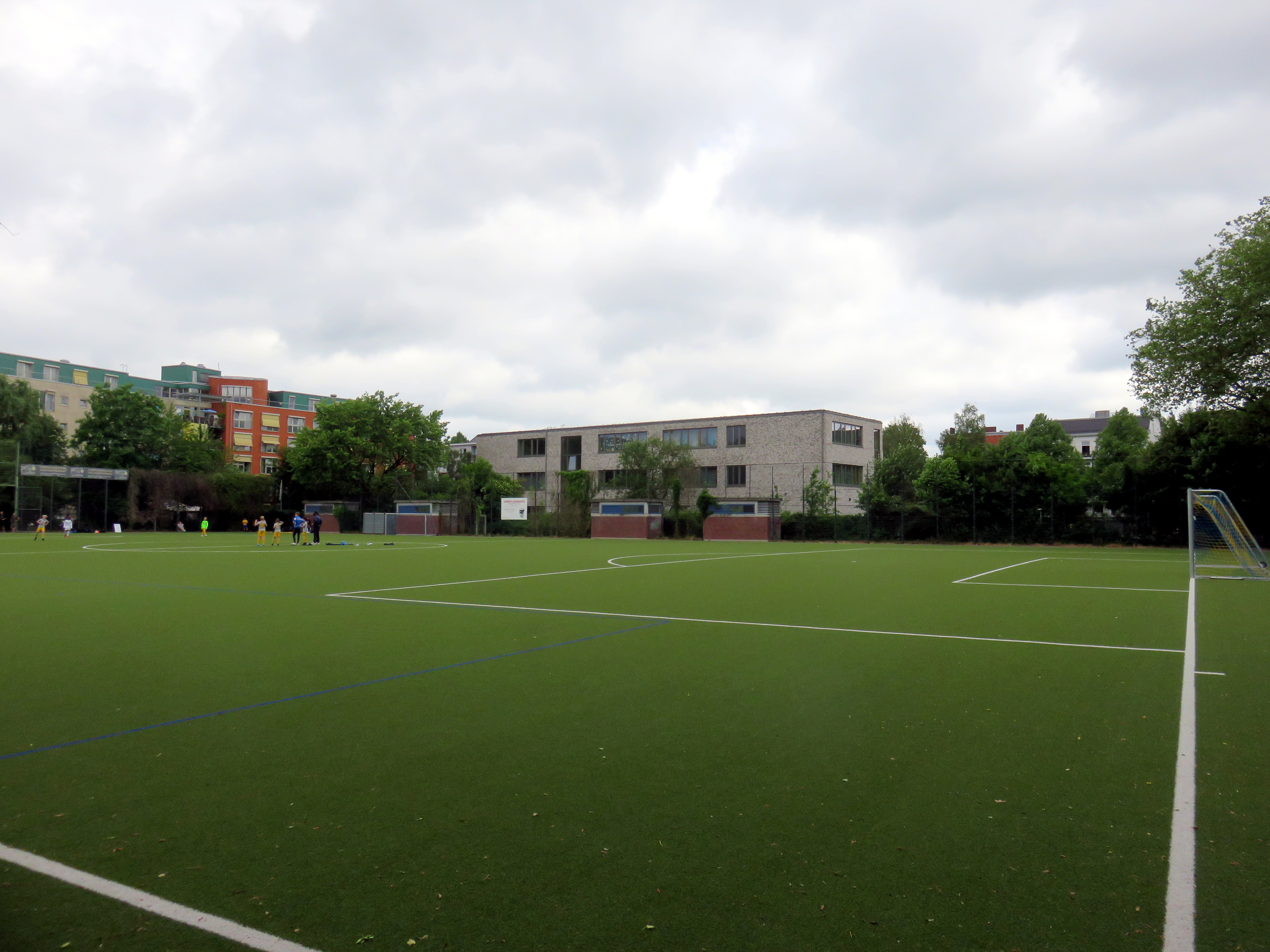
Nachbarschaft Schule / Seniorenzentrum

Seit dem Schuljahr 2011/2012 ist die Grundschule eine gebundene Ganztagsschule. 2010 wurde die Grundschule Hoheluft von der Stiftung der Hamburger Sparkasse beim städtischen Lesefest "Seiteneinsteiger" zur „Literaturschule 2010“ gekürt und erhielt ein Preisgeld in Höhe von 2000 Euro. Seit 2015 nahmen Kinder der Schule am Projekt Generationenbrücke teil, bei dem sie Bewohner des benachbarten Seniorenzentrums St. Markus regelmäßig besuchten.
Bei der Erhebung des Sozialindex für Hamburger Schulen 2011 wurde für die Grundschule Hoheluft ein Sozialindex von 5 errechnet. Die Skala reicht von 1 (nachteilige Voraussetzungen der Schülerschaft, höchster Förderbedarf) bis 6 (beste Voraussetzungen, kein Förderbedarf). Im Schuljahr 2016/17 hatten etwa 33 % der Schüler der Grundschule Hoheluft einen Migrationshintergrund, deutlich weniger als im Durchschnitt aller Hamburger Grundschulen.